# Guanosina monofosfato ciclico
Il GMP ciclico (Guanosin-monofosfato ciclico o cGMP) è un secondo messaggero generato dalla ciclizzazione di una molecola di guanosin-trifosfato (GTP) ad opera di due diversi enzimi: 
- il primo è la guanilato ciclasi di membrana intrinseca ad un recettore esterno per il peptide natriuretico atriale, che attiva il dominio interno che poi produce GMP ciclico;
- il secondo è la guanilato ciclasi citosolica, una proteina contenente eme (con ferro Fe2+) che agisce dopo l'attivazione da parte del monossido d'azoto che entra nella cellula per diffusione. Lo ione ferroso dell'eme è essenziale per l'attivazione dell'enzima. L'enzima risente anche delle proprietà attivatrici da parte dell'ossido di carbonio.

## Effettori e funzioni biologiche
Al pari del cAMP, il GMP ciclico possiede la sua proteina chinasi dipendente da esso (PKG) che va a fosforilare proteine target specifiche. Due di queste sono il fosfolambano e la calcio-ATPasi del reticolo sarcoplasmatico, proteine del miocardio coinvolte nell'omeostasi del calcio. Altra proteina bersaglio della PKG è la proteina VASP, coinvolta negli arrangiamenti dello scheletro actinico intracellulare. Altro substrato è la proteina Bad, analogo della proteina Bcl-2 e coinvolta nella comparsa della morte cellulare programmata o apoptosi.
A livello della retina, il cGMP agisce anche attraverso dei canali ionici che lo possono legare direttamente: sono i canali controllati da nucleotidi ciclici (Cyclic Nucleotide-Gated channels; CNGs), che permettono l'afflusso ionico nelle cellule retiniche, modulando così l'impulso nervoso visivo.
Gli studi dell'ultimo decennio hanno dimostrato che oltre alle già note proprietà della via cGMP/PKG di controllare la contrattilità del sistema muscolare liscio, vi sono altre funzioni biologiche nell'uomo che potrebbero essere sotto il suo controllo:
- fenomeni di apprendimento e consolidamento della memoria;
- protezione delle cellule nervose da situazioni di neurodegenerazione;
- soppressione del fenomeno apoptotico;
- modulazione di alcune risposte immunitarie.

## Metabolismo del GMP ciclico
Una volta finita la risposta biologica, il cGMP viene poi idrolizzato da fosfodiesterasi specifiche. Una ben nota isoforma responsabile della sua inattivazione è la PDE5, bersaglio farmacologico del sildenafil (Viagra), prodotto utilizzato nelle disfunzioni erettili. Esso è un inibitore della PDE5; il mantenimento di elevate concentrazioni di cGMP, causa vasodilatazione locale ed un maggior afflusso ematico che mantiene l'erezione. L'isoforma che nel tessuto cerebrale e renale è responsabile della terminazione degli effetti biologici del cGMP è invece la PDE2.